# Agêma
En la antigua Macedonia, los agêma, literalmente «los guardias», eran los guardias de élite.
Eran hipaspistas y asthetairoi, y posteriormente argiráspidas. En los Estados orientales de los diádocos (Imperio seléucida, Egipto ptolemaico, el reino de Bactria) constituían los guardias de infantería del rey. Los guardias agêma orientales llevaban coraza de bronce, casco frigio o tracio y escudo argivo. Como armas ofensivas tenían una sarissa y una espada corta.

## Los agêma en el ejército antigónida
En Macedonia, especialmente bajo Filipo V de Macedonia y Perseo de Macedonia, los agêma formaron un conjunto de élite dentro del cuerpo de los «peltastas». Este cuerpo no debe ser confundido con la infantería ligera. El cuerpo de peltastas macedonios fue el equivalente de los hipaspistas en el ejército de Alejandro Magno. Los agêma, así como los peltastas, de acuerdo con Duncan Head, lucharían en batalla campal como una falange convencional. Sin embargo, ellos pudieron haber utilizado un equipo más ligero para las marchas forzadas.

## Los agêma en el ejército seléucida
Los agêma tenían un nombre completo, «Los agêma de los hipaspistas». El hecho de que hay una ausencia de ellos en los escritos de información sobre las campañas seléucidas puede ser debido a que solo conservó la segunda mitad de su nombre y se refieren a ellos como hipaspistas. Se formó un grupo separado dentro del cuerpo de Infantería de la Guardia.
Los agêma en el ejército seléucida fueron también un cuerpo de élite de caballería que escoltaban al rey en la batalla o era puesto bajo el mando directo y combinado con los hetairoi (o compañeros) para escoltar al rey.